# New Zealand Football Championship 2009-2010
Il campionato neozelandese di calcio 2009-2010 è stato il sesto a disputarsi con questa formula (New Zealand Football Championship). Al termine della prima fase le prime quattro squadre della classifica hanno ottenuto l'accesso ai playoff che si sono svolti con la formula delle doppie semifinali (andata/ritorno) e della finale in partita unica. 
La finale per il titolo si è giocata il 24 aprile 2010 e si è conclusa con la vittoria per 3 a 1 del Waitakere United sul Canterbury United.

## Classifica finale
| # | Squadra         | PG | V | N | P  | GF | GS | DR  | Pt |
| - | --------------- | -- | - | - | -- | -- | -- | --- | -- |
| 1 | Auckland City   | 14 | 9 | 4 | 1  | 33 | 13 | +20 | 31 |
| 2 | Waitakere Utd   | 14 | 9 | 2 | 3  | 31 | 22 | +9  | 29 |
| 3 | Team Wellington | 14 | 7 | 0 | 7  | 22 | 24 | -2  | 21 |
| 4 | Canterbury Utd  | 14 | 5 | 3 | 6  | 23 | 16 | +7  | 18 |
| 5 | Southern United | 14 | 5 | 3 | 6  | 16 | 22 | -6  | 18 |
| 6 | Hawke’s Bay Utd | 14 | 4 | 3 | 7  | 18 | 27 | -9  | 15 |
| 7 | YoungHeart      | 14 | 4 | 4 | 6  | 19 | 24 | -5  | 16 |
| 8 | Waikato         | 14 | 3 | 1 | 10 | 19 | 33 | -14 | 10 |

### Risultati
| Giornata 1       | Giornata 1         | Giornata 1 |
| ---------------- | ------------------ | ---------- |
| Otago United     | Auckland City      | 0-0        |
| Team Wellington  | YoungHeart         | 0-4        |
| Waikato FC       | Hawke's Bay United | 4-2        |
| Waitakere United | Canterbury United  | 1-0        |

| Giornata 2         | Giornata 2       | Giornata 2 |
| ------------------ | ---------------- | ---------- |
| Hawke's Bay United | Otago United     | 2-1        |
| Canterbury United  | Waikato FC       | 2-0        |
| Team Wellington    | Auckland City    | 0-1        |
| YoungHeart         | Waitakere United | 0-1        |

| Giornata 3        | Giornata 3         | Giornata 3 |
| ----------------- | ------------------ | ---------- |
| Auckland City     | Waitakere United   | 2-1        |
| Canterbury United | Hawke's Bay United | 1-1        |
| Team Wellington   | Otago United       | 0-2        |
| Waikato FC        | YoungHeart         | 1-2        |

| Giornata 4         | Giornata 4        | Giornata 4 |
| ------------------ | ----------------- | ---------- |
| YoungHeart         | Canterbury United | 0-0        |
| Hawke's Bay United | Team Wellington   | 0-2        |
| Otago United       | Waitakere United  | 1-2        |
| Auckland City      | Waikato FC        | 0-5        |

| Giornata 5        | Giornata 5         | Giornata 5 |
| ----------------- | ------------------ | ---------- |
| Waikato FC        | Otago United       | 0-1        |
| Waitakere United  | Team Wellington    | 2-1        |
| YoungHeart        | Hawke's Bay United | 1-0        |
| Canterbury United | Auckland City      | 1-3        |

| Giornata 6         | Giornata 6        | Giornata 6 |
| ------------------ | ----------------- | ---------- |
| Auckland City      | YoungHeart        | 1-4        |
| Hawke's Bay United | Waitakere United  | 2-2        |
| Otago United       | Canterbury United | 1-3        |
| Team Wellington    | Waikato FC        | 2-1        |

| Giornata 7        | Giornata 7         | Giornata 7 |
| ----------------- | ------------------ | ---------- |
| YoungHeart        | Otago United       | 0-3        |
| Auckland City     | Hawke's Bay United | 2-1        |
| Canterbury United | Team Wellington    | 1-4        |
| Waikato FC        | Waitakere United   | 2-3        |

| Giornata 8         | Giornata 8       | Giornata 8 |
| ------------------ | ---------------- | ---------- |
| Auckland City      | Otago United     | 5-0        |
| Canterbury United  | Waitakere United | 4-0        |
| Hawke's Bay United | Waikato FC       | 3-0        |
| YoungHeart         | Team Wellington  | 0-2        |

| Giornata 9       | Giornata 9         | Giornata 9 |
| ---------------- | ------------------ | ---------- |
| Waitakere United | YoungHeart         | 3-2        |
| Otago United     | Hawke's Bay United | 1-0        |
| Waikato FC       | Canterbury United  | 1-0        |
| Auckland City    | Team Wellington    | 3-1        |

| Giornata 10        | Giornata 10       | Giornata 10 |
| ------------------ | ----------------- | ----------- |
| Waitakere United   | Auckland City     | 1-1         |
| Hawke's Bay United | Canterbury United | 2-1         |
| Otago United       | Team Wellington   | 3-1         |
| YoungHeart         | Waikato FC        | 2-3         |

| Giornata 11       | Giornata 11        | Giornata 11 |
| ----------------- | ------------------ | ----------- |
| Canterbury United | YoungHeart         | 6-0         |
| Team Wellington   | Hawke's Bay United | 0-1         |
| Waikato FC        | Auckland City      | 1-2         |
| Waitakere United  | Otago United       | 4-0         |

| Giornata 12        | Giornata 12       | Giornata 12 |
| ------------------ | ----------------- | ----------- |
| Team Wellington    | Waitakere United  | 4-3         |
| Otago United       | Waikato FC        | 2-2         |
| Auckland City      | Canterbury United | 1-1         |
| Hawke's Bay United | YoungHeart        | 2-2         |

| Giornata 13       | Giornata 13        | Giornata 13 |
| ----------------- | ------------------ | ----------- |
| Waikato FC        | Team Wellington    | 2-3         |
| Canterbury United | Otago United       | 2-0         |
| Waitakere United  | Hawke's Bay United | 4-1         |
| YoungHeart        | Auckland City      | 1-1         |

| Giornata 14        | Giornata 14       | Giornata 14 |
| ------------------ | ----------------- | ----------- |
| Otago United       | YoungHeart        | 1-1         |
| Hawke's Bay United | Auckland City     | 1-6         |
| Team Wellington    | Canterbury United | 2-1         |
| Waitakere United   | Waikato FC        | 4-2         |

## Playoff
|  | Semifinali        | Semifinali        | Semifinali | Semifinali | Semifinali |  |  | Finale            | Finale            | Finale |  |
|  |                   |                   |            |            |            |  |  |                   |                   |        |  |
|  | Waitakere United  | Waitakere United  | 2          | 2          | 4          |  |  |                   |                   |        |  |
|  | Team Wellington   | Team Wellington   | 3          | 1          | 4          |  |  | Waitakere United  | Waitakere United  | 3      |  |
|  | Canterbury United | Canterbury United | 1          | 3          | 4          |  |  | Canterbury United | Canterbury United | 1      |  |
|  | Auckland City     | Auckland City     | 2          | 0          | 2          |  |  |                   |                   |        |  |

### Risultati
| Arbitro: | Kevin Stoltenkamp |

|                          |           |                       |
| Draper 6’ 56’ Barron 13’ | Marcatori | 18’ Totori 64’ Pearce |

| Arbitro: | Peter O'Leary |

|                            |           |            |
| De Vries 71’ Fischer 90+2’ | Marcatori | 10’ Barron |

| Arbitro: | Chris Kerr |

|         |           |                         |
| Rowe 7’ | Marcatori | 20’ Hayne 30’ Koprivcic |

| Arbitro: | Mirko Benischke |

|  |           |                           |
|  | Marcatori | 26’ 57’ Kamo 90+2’ Barton |

| Arbitro: | Jamie Cross |

|                           |           |              |
| Totori 34’ 73’ Pearce 57’ | Marcatori | 6’ Lancaster |

## Marcatori
| # | Giocatore     | Squadra            | Reti |
| - | ------------- | ------------------ | ---- |
| 1 | Seule Soromon | YoungHeart         | 11   |
| 2 | Leon Birnie   | Hawke's Bay United | 9    |
| 3 | Roy Krishna   | Waitakere United   | 8    |
| 3 | Greg Draper   | Team Wellington    | 8    |